# معاهدة كردان
معاهدة كردان (بالتركية:  Kerden Antlaşması)‏ و (بالفارسية: عهدنامه گردان) وقعت بين الدولة العثمانية وإيران الأفشارية في 4 سبتمبر 1746.

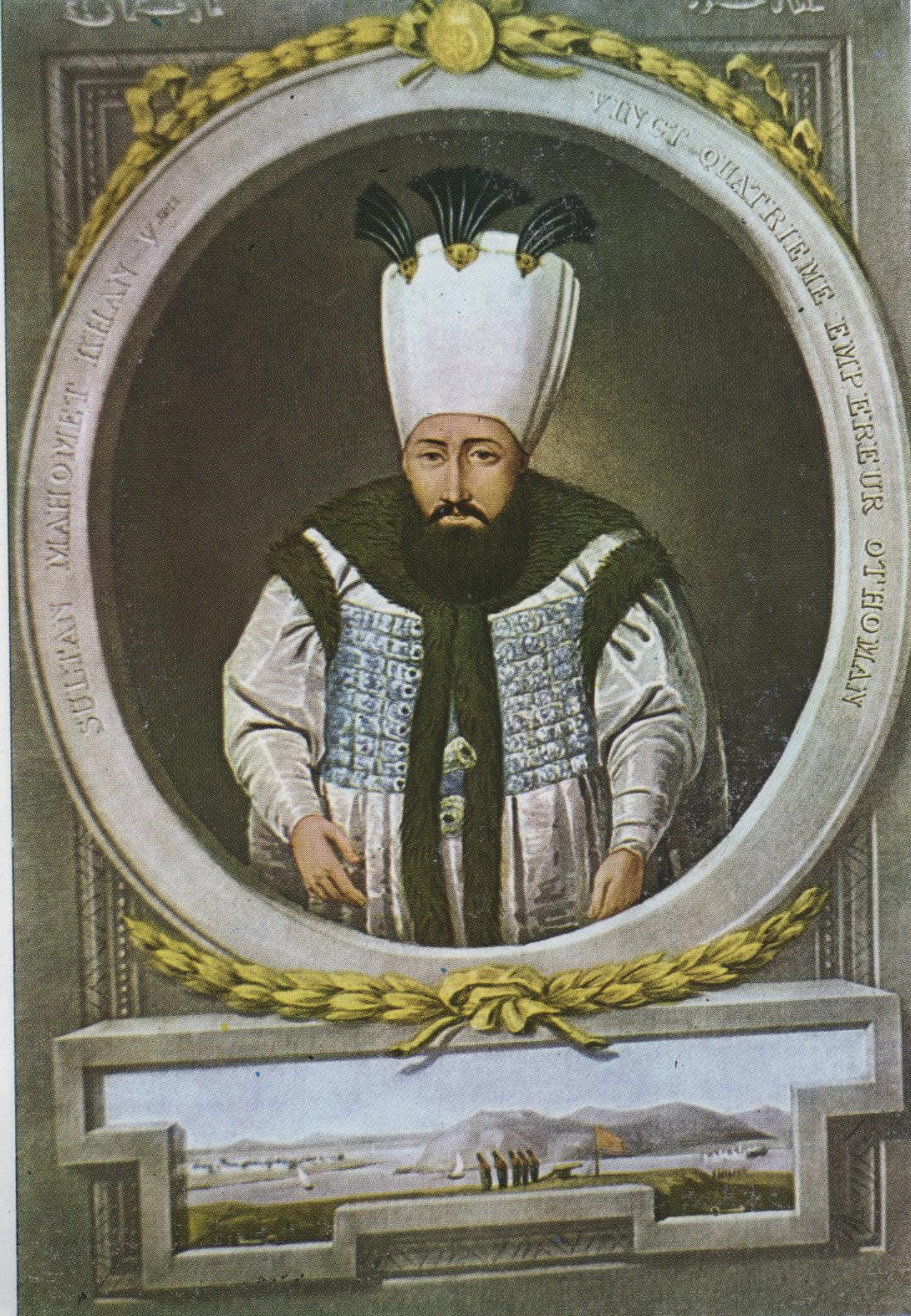
السلطان محمود الأول

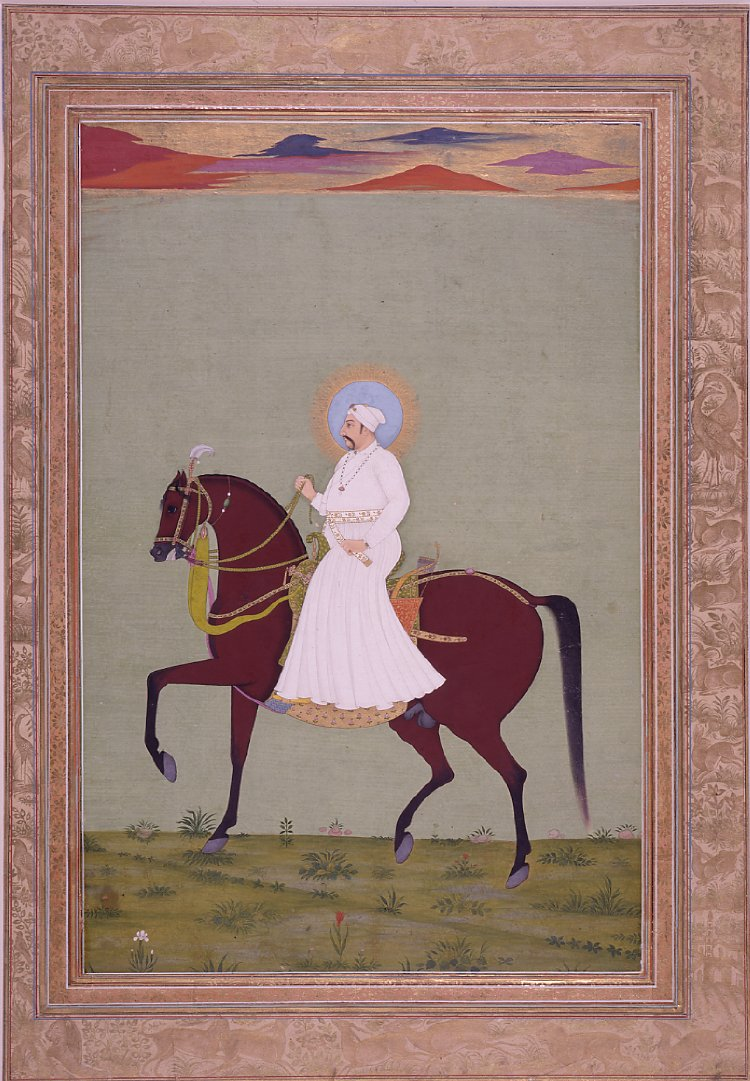
شاه محمد المغولي أمبراطور الهند حليف العثمانيين ضد نادر شاه

نادر شاه.

.

## خلفية
خلال السنوات الأخيرة من حكم السلالة الصفوية في إيران، كان العثمانيون قادرين على ضم معظم القوقاز وغرب إيران، وذلك بسبب الصراع على الحكم والاضطرابات الأهلية والفوضى الشاملة في إيران. وفي الوقت نفسه، كان الأفغانيون قادريين على ضم جزء من خراسان. قام الشاه بتعيين نادر، وهو إيراني من أفشار التركمان من أمراء الحرب، كقائد أعلى للجيوش. تحت قيادة نادر الرائعة، أمست إيران قادرة على استعادة معظم خسائرها. بعد الانتصارات التي حققها، كانت المسألة سهلة لنادر شاه الاستيلاء على العرش. في 1736، أسس نادر شاه السلالة الأفشارية (استمرت حتى 1796) ,كان نادر شاه يخطط لتأسيس الإمبراطورية الفارسية العظيمة مرة أخرى، التي تمتد من نهر السند إلى مضيق البوسفور، كما كانت في العصور القديمة. بعد أن استولى على الأراضي السابقة لإيران، حاول أيضا ضم المزيد من الأراضي الشرقية للأمبراطورية العثمانية (شرق الأناضول والعراق). واقترح أيضا التوفيق بين المذهبين (مذهب) في الإسلام.حيث أن العثمانيين كانوا مسلمين أهل السنة والجماعة ومعظم الإيرانيين كانوا من المذهب الشيعي. فكان يخطط لإجبار العثمانيين، ويدفع السنة لقبول التشيع والمذهب الجعفري خصوصا كمذهب خامس في الإسلام.

## شروط المعاهدة
تم توقيع المعاهدة في كردان (موقع قرب قزوين، في إيران). وكان حسن علي حاجي من(الجانب الصفوي) ومصطفى نظيف من(الجانب العثماني) من وقع المعاهدة.
1. كان خط الحدود بين البلدين نفس خط الحدود التي رسمت منذ ما يقرب من قرن من الزمان معاهدة قصر شيرين في 1639. (قريبة من خطوط الحدود الحديثة تركيا وإيران٬ والعراق وإيران.)
2. وافق العثمانيون على الاعتراف بشرعية السلالة الأفشارية كحكام لإيران.
3. وافق العثمانيون أيضا على السماح للحجاج الإيرانين بالحج إلى مكة المكرمة (تحت أشراف العثمانيين)
4. سمح لكلا البلدين بتبادل القنصليات (şehbender بالتركية).
5. اتفق الجانبان على تحرير أسرى الحرب.
6. تخلت إيران عن أجبار العثمانيين على إعلان التشيع كمذهب خامس في الإسلام.